# Differdange
Differdange (luxembourgsk: Déifferdeng, tysk: Differdingen) er en kommune og en by i storhertugdømmet Luxembourg.  Kommunen, som har et areal på 22,18 km², ligger i kantonen Esch-sur-Alzette i distriktet Luxembourg. I 2005 havde kommunen 19.005 indbyggere. 